# 한산초등학교 좌도분교
한산초등학교 좌도분교는 경상남도 통영시 한산면 창좌리 1741에 있었던 분교이다.

## 연혁
- 1963년 9월 26일 한산국민학교 좌도분교장 설립인가
- 1973년 3월 1일 좌도국민학교 인가
- 1985년 3월 1일 한산국민학교 좌도분교
- 1996년 3월 1일 한산초등학교 좌도분교
- 1998년 3월 1일 폐교